# Solomon W. Golomb
Pour les articles homonymes, voir Golomb.
Solomon Wolf Golomb, né le 30 mai 1932 à  Baltimore (Maryland) et mort le 1er mai 2016 à Los Angeles (Californie), est un mathématicien et un informaticien américain à l'origine du graphe de Golomb, des règles de Golomb, de la suite de Golomb et du codage de Golomb utilisé en compression de données.
Il a également introduit les polyominos dans un livre intitulé Polyominoes.
Ce jeu a inspiré Tetris.

## Carrière
Diplômé de Baltimore City College, il a passé sa licence à l'université Johns Hopkins, sa maîtrise et sa thèse de doctorat en mathématiques  (consacrée aux « problèmes connexes à la répartition des nombres premiers ») à l'université Harvard (1957).
Alors qu'il travaillait pour Glenn L. Martin Company, il s'intéressa à la théorie du codage et entreprit ses premières recherches sur les registres à décalage. Boursier Fulbright, il passa une année d'étude à l'université d'Oslo puis fut recruté par le Jet Propulsion Laboratory au Caltech, où il fut affecté aux recherches sur les télécommunications en aérospatiale. Enfin il obtint un poste à la faculté des sciences de l'université du Sud de la Californie en 1963 et devint professeur titulaire deux ans plus tard.
Golomb a produit des études pionnières sur la caractérisation des séquences pseudo-aléatoires et des générateurs de nombres aléatoires.
Il a inventé un algorithme de compression de données sans perte, le codage de Golomb ; ainsi que des techniques de placement évitant les empiètements mutuels entre sources émettrices : en particulier, l'un des outils permettant de construire une matrice de Costas est l'algorithme des réglettes de Golomb.
C'était un contributeur régulier de la rubrique de récréations mathématiques de Martin Gardner dans le Scientific American' où on lui doit notamment le casse-tête des Rep-tiles.

## Distinction reçues
Solomon Wolf Golomb a reçu :
- en 1985, le prix Claude-Shannon[4] ;
- en 1992, la médaille de la NSA pour ses recherches ;
- en 1992, la médaille Lomonossov de l'Académie des sciences de Russie ;
- en 1992, la médaille Kapitsa de l'Académie russe des sciences naturelles ;
- en 2000, la médaille Richard-Hamming de l'IEEE pour sa contribution à l'informatique et à la théorie de l'information[5].